# Смирнов, Андрей Викторович (кёрлингист)
Андре́й Ви́кторович Смирно́в (род. 28 августа 1973, Свердловск) — российский кёрлингист на колясках.
В составе сборной России по кёрлингу на колясках, серебряный призёр зимних Паралимпийских игр 2014, трёхкратный чемпион мира (2012, 2015, 2016). Призёр чемпионатов России по кёрлингу на колясках, обладатель Кубка России по кёрлингу на колясках. Призёр чемпионатов России по кёрлингу на колясках среди смешанных пар.
Заслуженный мастер спорта России. Член областного спортивного клуба «Родник» (Свердловская область). Начиная с сезона 2022—2023, выступает за Краснодарский край.
В детстве занимался конькобежным спортом, после несчастного случая (в возрасте 12 лет упал в лифтовую шахту на стройке) — армрестлингом, дартсом, теннисом, баскетболом.
В «командном» кёрлинге на колясках (команда из четырёх человек) играет в основном на позиции четвёртого. Много сезонов скип команды.

## Достижения
- Зимние Паралимпийские игры: серебро (2014).
- Чемпионат мира по кёрлингу на колясках: золото (2012, 2015, 2016), серебро (2017).
- Чемпионат России по кёрлингу на колясках: серебро (2015, 2018, 2019, 2020), бронза (2009, 2012, 2014, 2016, 2017).
- Кубок России по кёрлингу на колясках: золото (2018, 2022), серебро (2019).
- Чемпионат России по кёрлингу на колясках среди смешанных пар: серебро (2024).

## Команды
| Сезон                                   | Четвёртый         | Третий              | Второй             | Первый             | Запасной            | Тренер                             | Турниры               |
| --------------------------------------- | ----------------- | ------------------- | ------------------ | ------------------ | ------------------- | ---------------------------------- | --------------------- |
| 2003—04                                 | Виктор Ершов      | Валерий Чепилко     | Андрей Смирнов     | Оксана Слесаренко  | Николай Мельников   | Oleg Narinyan                      | ЧМК 2004 (9 место)    |
| 2004—05                                 | Виктор Ершов      | Андрей Смирнов      | Николай Мельников  | Оксана Слесаренко  | Валерий Чепилко     | Oleg Narinyan                      | ЧМК 2005 (15 место)   |
| 2006—07                                 | Николай Мельников | Андрей Смирнов      | Валерий Чепилко    | Оксана Слесаренко  | Виктор Ершов        | Oleg Narinyan                      | ЧМК 2007 (8 место)    |
| 2007—08                                 | Андрей Смирнов    | Николай Мельников   | Марат Романов      | Оксана Слесаренко  | Олег Макаров        | Ефим Жиделев                       | ЧМК 2008 (10 место)   |
| 2008—09                                 | Андрей Смирнов    | ?                   | ?                  | ?                  |                     |                                    | ЧРК 2009              |
| 2010—11                                 | Андрей Смирнов    | Марат Романов       | Александр Шевченко | Светлана Пахомова  | Оксана Слесаренко   | Vladimir Shevchenko, Антон Батугин | ЧМК 2011 (4 место)    |
| 2011—12                                 | Андрей Смирнов    | ?                   | ?                  | ?                  |                     |                                    | ЧРК 2012              |
| 2011—12                                 | Андрей Смирнов    | Марат Романов       | Александр Шевченко | Оксана Слесаренко  | Светлана Пахомова   | Маргарита Нестерова                | ЧМК 2012              |
| 2012—13                                 | Андрей Смирнов    | Марат Романов       | Александр Шевченко | Светлана Пахомова  | Оксана Слесаренко   | Антон Батугин                      | ЧМК 2013 (5 место)    |
| 2013—14                                 | Андрей Смирнов    | ?                   | ?                  | ?                  |                     |                                    | ЧРК 2014              |
| 2013—14                                 | Андрей Смирнов    | Александр Шевченко  | Светлана Пахомова  | Марат Романов      | Оксана Слесаренко   | Антон Батугин                      | ЗПИ 2014              |
| 2014—15                                 | Андрей Смирнов    | ?                   | ?                  | ?                  |                     |                                    | ЧРК 2015              |
| 2014—15                                 | Андрей Смирнов    | Марат Романов       | Оксана Слесаренко  | Александр Шевченко | Светлана Пахомова   | Антон Батугин                      | ЧМК 2015              |
| 2015—16                                 | Андрей Смирнов    | Оксана Слесаренко   | Евгений Пинженин   | Ольга Стрепетова   |                     |                                    | ЧРК 2016              |
| 2015—16                                 | Андрей Смирнов    | Константин Курохтин | Светлана Пахомова  | Александр Шевченко | Марат Романов       | Антон Батугин                      | ЧМК 2016              |
| 2016—17                                 | Андрей Смирнов    | Оксана Слесаренко   | Виктор Ершов       | Олег Перминов      | Ольга Стрепетова    |                                    | ЧРК 2017              |
| 2016—17                                 | Андрей Смирнов    | Константин Курохтин | Александр Шевченко | Дарья Щукина       | Марат Романов       | Антон Батугин                      | ЧМК 2017              |
| 2017—18                                 | Андрей Смирнов    | Олег Перминов       | Оксана Слесаренко  | Евгений Пинженин   | Виктор Ершов        |                                    | ЧРК 2018              |
| 2018—19                                 | Андрей Смирнов    | Ольга Стрепетова    | Оксана Слесаренко  | Олег Перминов      | Виталий Фёдоров     |                                    | КРК 2018              |
| 2018—19                                 | Андрей Смирнов    | Оксана Слесаренко   | Олег Перминов      | Ольга Стрепетова   | Евгений Пинженин    | Сергей Шамов, Софья Ярутина        | ЧРК 2019              |
| 2018—19                                 | Андрей Смирнов    | Марат Романов       | Александр Шевченко | Дарья Щукина       | Андрей Мещеряков    | Антон Батугин, Маргарита Нестерова | ЧМК 2019 (7 место)    |
| 2019—20                                 | Андрей Смирнов    | Оксана Слесаренко   | Виталий Фёдоров    | —                  |                     |                                    | КРК 2019              |
| 2019—20                                 | Андрей Смирнов    | Оксана Слесаренко   | Олег Перминов      | Ольга Ращектаева   | Виктор Ершов        |                                    | ЧРК 2020              |
| 2020—21                                 | Андрей Смирнов    | Олег Перминов       | Евгений Пинженин   | Ольга Ращектаева   | Виктор Ершов        | Сергей Шамов, Софья Ярутина        | ЧРК 2021 (6 место)    |
| 2021—22                                 | Андрей Смирнов    | Олег Перминов       | Виталий Фёдоров    | Ольга Ращектаева   |                     | Сергей Шамов, Софья Ярутина        | ЧРК 2022 (5 место)    |
| 2022—23                                 | Андрей Смирнов    | Алексей Голивко     | Александр Ермолов  | Татьяна Старкова   | Александр Кириченко | Антон Батугин                      | КРК 2022              |
| 2022—23                                 | Андрей Смирнов    | Алексей Голивко     | Александр Ермолов  | Елена Магдесян     | Татьяна Старкова    | Антон Батугин                      | ЧРК 2023 (4 место)    |
| 2023—24                                 | Андрей Смирнов    | Алексей Голивко     | Александр Ермолов  | Татьяна Старкова   |                     | Сергей Шамов                       | КРК 2023 (5 место)    |
| 2023—24                                 | Андрей Смирнов    | Алексей Голивко     | Александр Ермолов  | Мария Генделева    |                     | Д.В. Мальцев                       | ЧРК 2024 (5 место)    |
| 2024—25                                 | Андрей Смирнов    | Алексей Голивко     | Александр Ермолов  | Мария Генделева    | Елена Магдесян      | Ефим Жиделев, С.С. Глебова         | КРК 2024 (4 место)    |
| 2024—25                                 | Андрей Смирнов    | Алексей Голивко     | Александр Ермолов  | Мария Генделева    |                     | Д.В. Мальцев                       | ЧРК 2025 (6 место)    |
| Кёрлинг на колясках среди смешанных пар |                   |                     |                    |                    |                     |                                    |                       |
| 2023—24                                 | Татьяна Старкова  | Андрей Смирнов      |                    |                    |                     | Ефим Жиделев, В.Э. Султанова       | ЧРКСП 2024            |
| 2024—25                                 | Мария Генделева   | Андрей Смирнов      |                    |                    |                     | Е.С. Глебова                       | КРКСП 2024 (12 место) |

(скипы выделены полужирным шрифтом; данные по чемпионатам России неполные — пока не найдены источники с полными составами команд для чемпионатов 2015 года и ранее)

## Награды
- Медаль ордена «За заслуги перед Отечеством» I степени (17 марта 2014 года) — за большой вклад в развитие физической культуры и спорта, высокие спортивные достижения на XI Паралимпийских зимних играх 2014 года в городе Сочи[7]